# Opalenizna (film)
Opalenizna (ang. Sunburn) – amerykańska komedia sensacyjno-kryminalna z 1979 roku w reżyserii Richarda C. Sarafiana z udziałem Charlesa Grodina i Farrah Fawcett. 
Prywatny detektyw Dekker trafia do Acapulco, by zbadać morderstwo i zatrudnia piękną Ellie Morgan, która udaje jego żonę.

## Obsada
- Farrah Fawcett - Ellie Morgan
- Charles Grodin - Jake Dekker
- Art Carney - Al Marcus
- Joan Collins - Nera Ortega
- Eleanor Parker - Pani Thoren
- Robin Clarke - Karl
- Joan Goodfellow - Joanna
- Jorge Luke - Vasquez
- Jack Kruschen - Gela
- Alejandro Rey - Fons Ortega
- John Hillerman - Webb
- Bob Orrison - Milan
- Alex Sharpe - Kunz
- William Daniels - Crawford
- Keenan Wynn - Mark Elmes
- Seymour Cassel - Dobbs
- Steven Wilensky - Elmer Jones
- Joe L. Brown - Milton Beam